# 霧島八千代
霧島 八千代（きりしま やちよ）は、日本の女優。

## 出演作品

### 映画
- 股旅男八景 殿さま鴉（お夏）
- 緋ぼたん肌（おきん）
- 若さま侍捕物帖 鮮血の人魚（さつき）
- 忍術御前試合（淀君）
- 旗本退屈男 謎の蛇姫屋敷（薄雪太夫）
- 花吹雪鉄火纏（おゆき）
- 素っ飛び笠（おたき）
- 江戸の花笠（お葉の方）
- 火の玉奉行（おとみ）
- 鶯城の花嫁（敬秀尼）
- 怪猫からくり天井（お小夜の方）
- ひばり捕物帖 自雷也小判（小梅）
- 喧嘩笠（お鶴）
- あばれ街道（照代）
- 紅だすき喧嘩状（おたみ）
- 血斗水滸伝 怒涛の対決（小雪）
- 里見八犬伝（亀篠）
- 緋鯉大名（春乃局）
- 血太郎ひとり雲（およし）
- 江戸の悪太郎（お滝）
- ひばり十八番 弁天小僧（お清）
- 旗本退屈男 謎の幽霊島（芸者）
- 野狐笛 花吹雪一番纏（照葉）
- 若桜千両槍（お絹）
- 大江戸の侠児
- 南国太平記（梅野）
- 旗本と幡随院 男の対決（吉野太夫）
- 桃太郎侍 江戸の修羅王　南海の鬼（おやす）
- さいころ無宿（お高）
- 遊侠の剣客 片手無念流（おさえ）
- 人形佐七捕物帖 ふり袖屋敷（おもん）
- 神田祭り喧嘩笠（おいせ）
- 妖刀物語 花の吉原百人斬り（小車）
- 水戸黄門 天下の大騒動
- お役者変化捕物帖 弁天屋敷（玉勇）
- 花かご道中（静御前）
- 朝霧街道（おせん）
- 江戸っ子肌（お杉）
- 忍術大阪城
- 江戸っ子奉行 天下を斬る男
- 怪人まだら頭巾（お咲の方）
- 霧丸霧がくれ（初音）
- ちゃりんこ街道（お米）
- ふり袖小姓捕物帖 蛇姫囃子（お蘭）
- ふり袖小姓捕物帖 血文字肌（お蘭）
- 怪談お岩の亡霊（お政）
- 霧丸霧がくれ 南海の狼（初音）
- 人形佐七捕物帖 恐怖の通り魔（お松）
- 人形佐七捕物帖 闇に笑う鉄仮面（お春）
- 江戸っ子繁昌記（おやえ）
- 港祭りに来た男（お千代）
- 首なし島の花嫁
- 忍術真田城
- 右門捕物帖 卍蜘蛛（由良）
- べらんめえ長屋 喧嘩纏（おため）
- 鷹天皇飄々剣 吉野の風雲児 大江戸の対決（おえん）
- 源氏九郎颯爽記 秘剣揚羽の蝶（お紺）
- お姫さまと髭大名（おとき）
- 千姫と秀頼（お時）
- 伝七捕物帖 影のない男（お島）
- 若ざくら喧嘩纏（およし）
- 江戸っ子長屋（おため）
- 変幻紫頭巾（小堀夫人）
- 伝七捕物帖 女狐小判（勝丸）
- 右門捕物帖 蛇の目傘の女（おすま）
- 五番町夕霧楼（雛菊）
- 大喧嘩（さつき）

### テレビドラマ
- 伝七捕物帳 第117話「紫房の十手が許さねえ！」- お艶
- 柳生一族の陰謀 第30話「生きていた影武者」（1979年、KTV / 東映） - 栄照尼